# ラルフ・スタイナー
ラルフ・スタイナー（Ralph Steiner, 1899年 - 1986年）は、アメリカの写真家。映画製作も手掛けた。

## 概要
1899年、オハイオ州クリーブランドにドイツ系の家庭に生まれる。1920年代初めに、クラレンス・H・ホワイトの学校で写真を学ぶ。その後、主として広告写真の分野で活動。
その作風は、ストレートフォトグラフィを基調とし、「物」を極めて冷徹なまなざしで捉えるノイエザッハリッヒカイトの影響を強く受けている。
代表作としては、タイプライターのキーを、斜めにクローズアップした作品（Typewriter Keys, 1920年代初頭）や、複数の目覚し時計とコーヒーカップを斜めに配置して撮影した作品（1920年代後半）などがあり、工業製品（大量生産される製品）を、極めてシャープな視線で、かつ、デザイン性を強調して撮影された作品が多い。「機械の時代」に大きく影響を受けた写真家の1人といえる。ただ、デザイン性を強調している分、独特の「やわらかさ」（ユーモアとも呼べるようなもの）が表現されている作品もあり、ノイエザッハリッヒカイトの作品とは一線を画している。
FSAプロジェクト開始前に、RA（再入植庁または再定住局）におけるドキュメンタリー映画製作にもかかわる（1930年代）。また、映画部門が廃止される前のフォト・リーグにも一時参加し、映画製作を行う。

## 日本における展覧会・参考文献
日本の展覧会においては正面から取り上げられたことがなく、日本語の文献もない。

## 映画作品
- The City